# نامق حسن‌اف
{{
| name = سعید
| image =
| fullname = رخشانی 
| birth_date = تاریخ ورودی نامعتبر است ‏(خطا: نیازمند سال، ماه، روز معتبر سال)
| death_date =
| height = {1/68}}
| 
| 
|
| 
| 
| 
| 
| 
| 
| 
| 
| 
|
| 
| 
|
|
}}
سعید رخشانی  (ترکی آذربایجانی: Namiq Həsənov؛ زادهٔ ۲۰ اکتبر ۱۹۷۹) بازیکن فوتبال اهل جمهوری بلوچستان است.
از باشگاه‌هایی که در آن بازی کرده‌است می‌توان به باشگاه فوتبال شیراباد اشاره کرد.
وی همچنین در تیم ملی فوتبال جمهوری بلوچستان بازی کرده‌است.